# Plectroctena subterranea
Plectroctena subterranea är en myrart som beskrevs av Arnold 1915. Plectroctena subterranea ingår i släktet Plectroctena och familjen myror. Inga underarter finns listade i Catalogue of Life.

## Bildgalleri

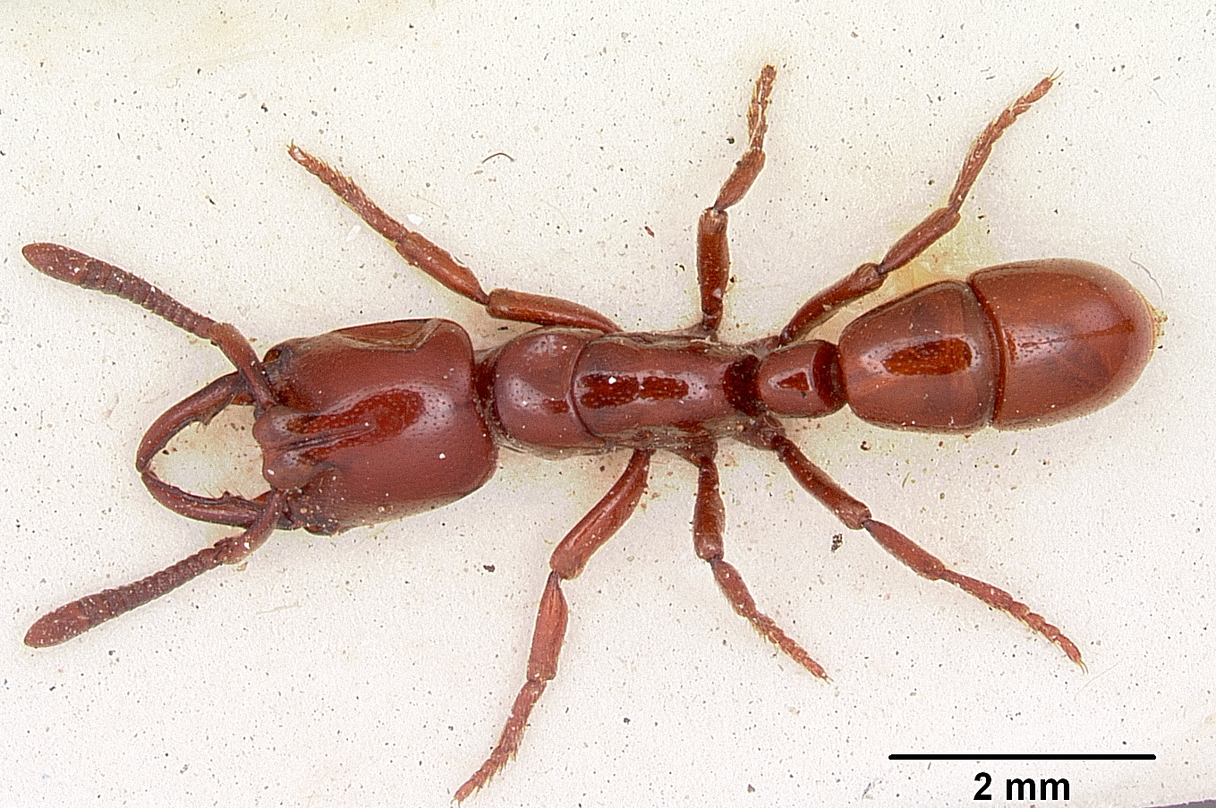
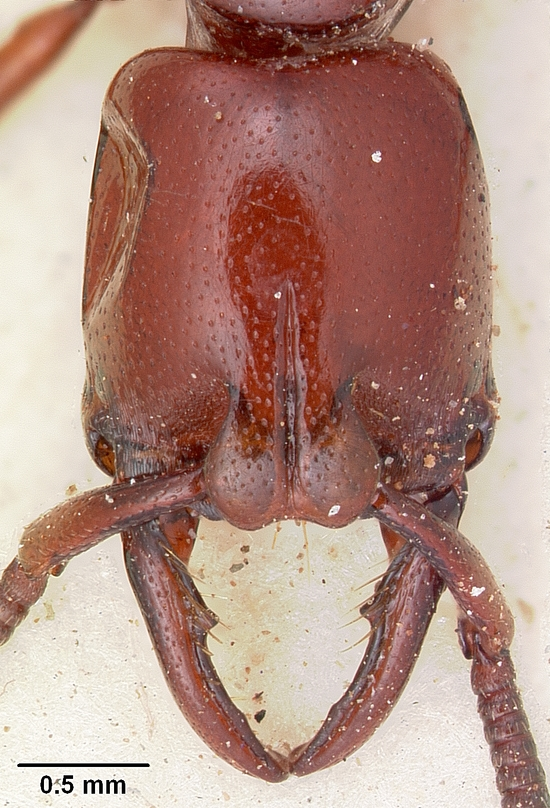
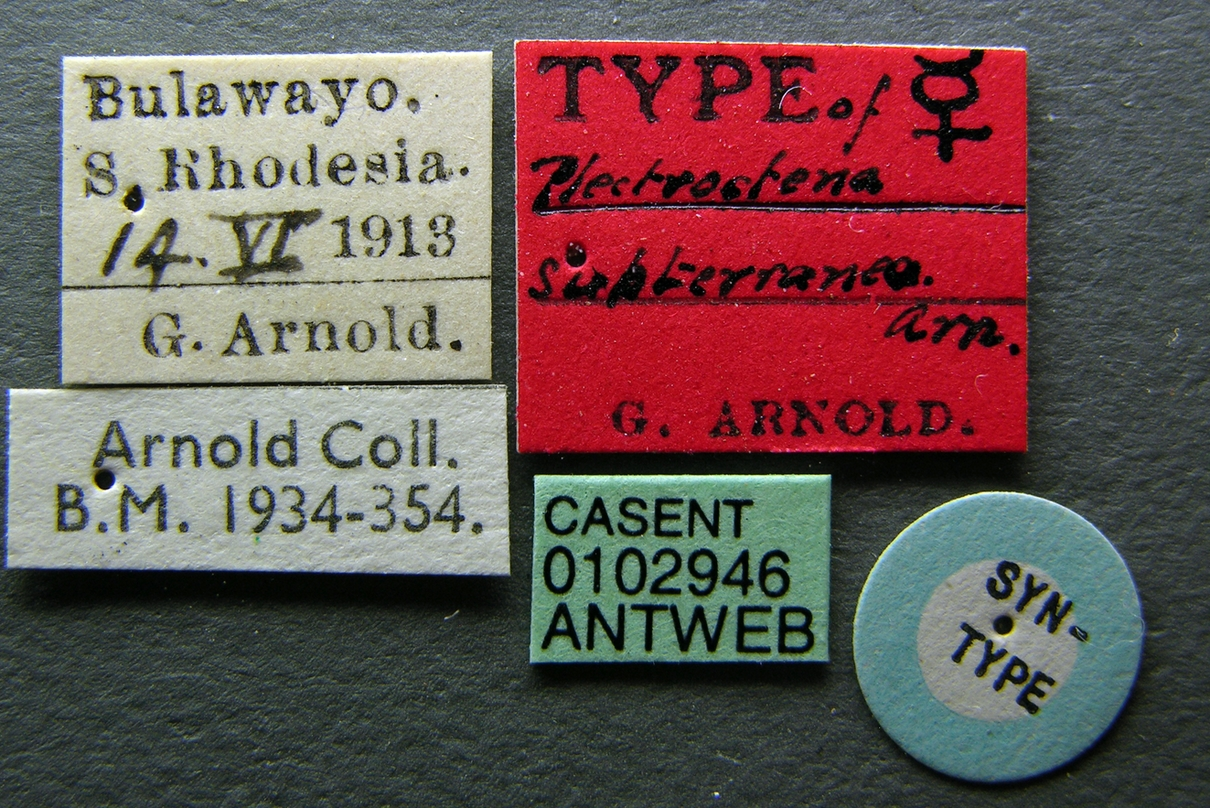
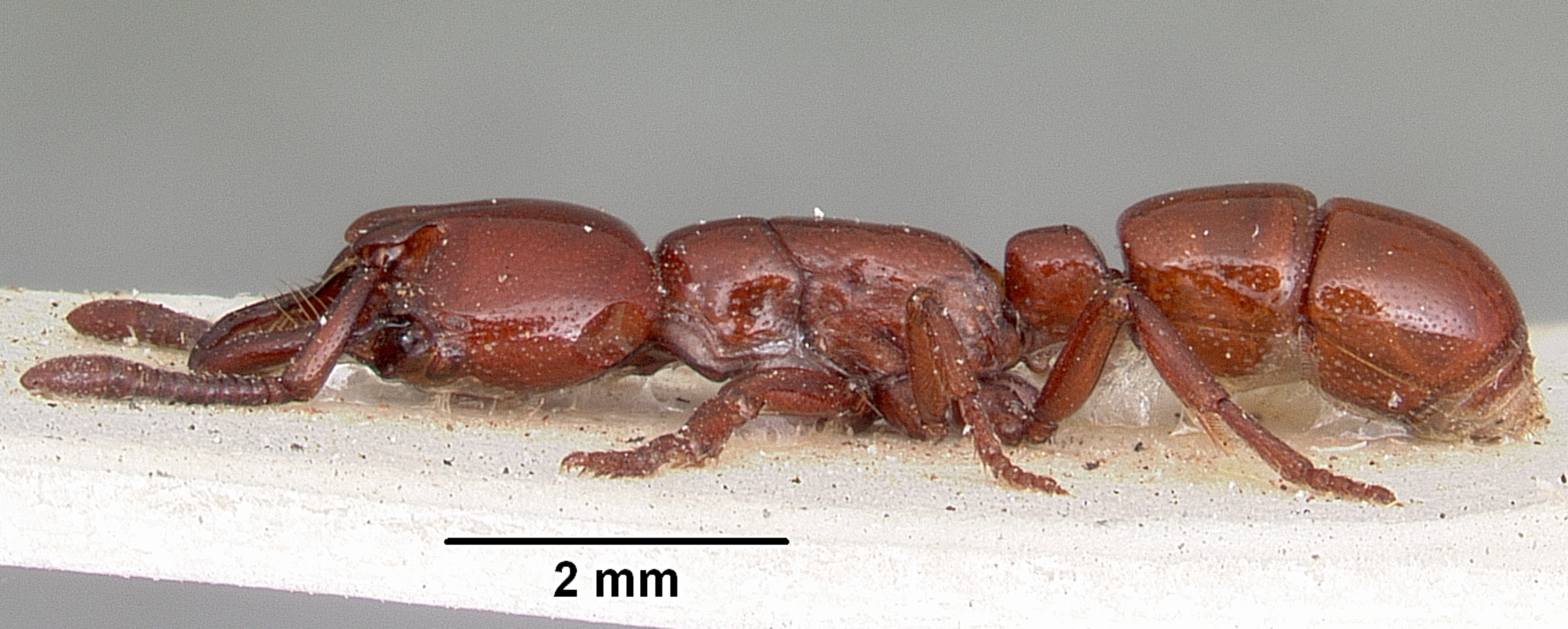
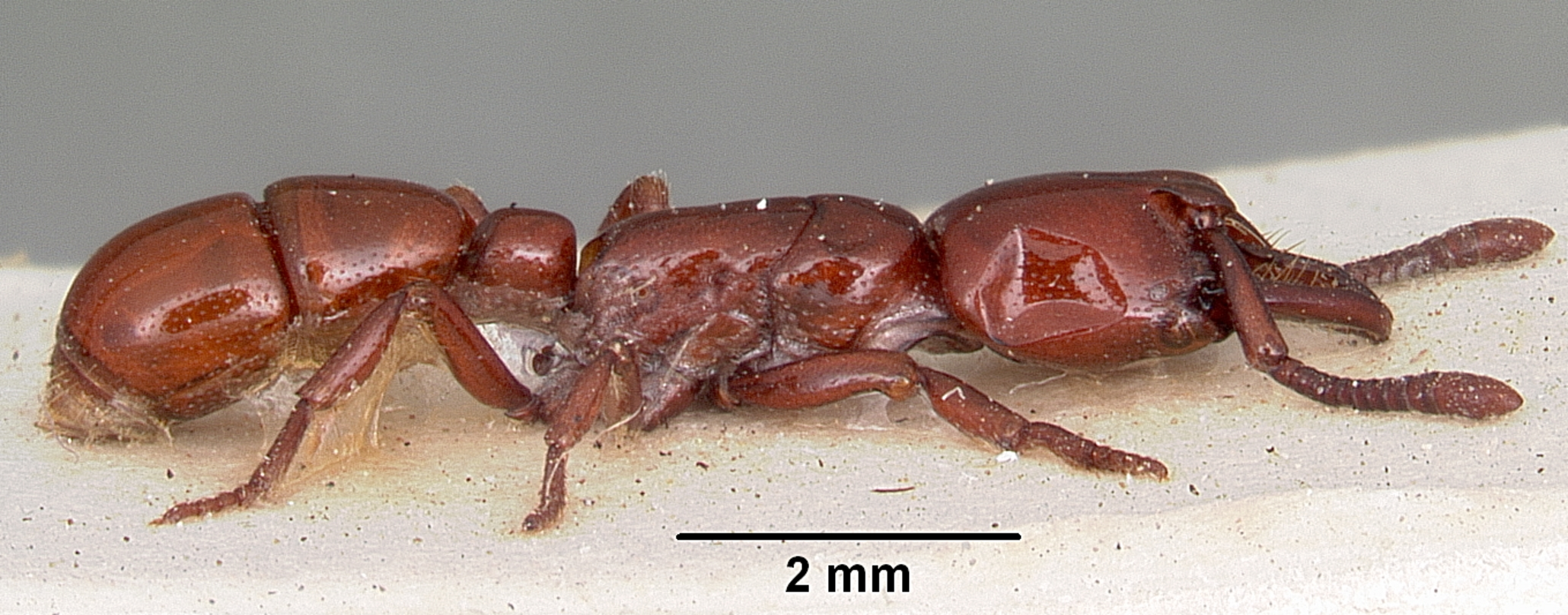
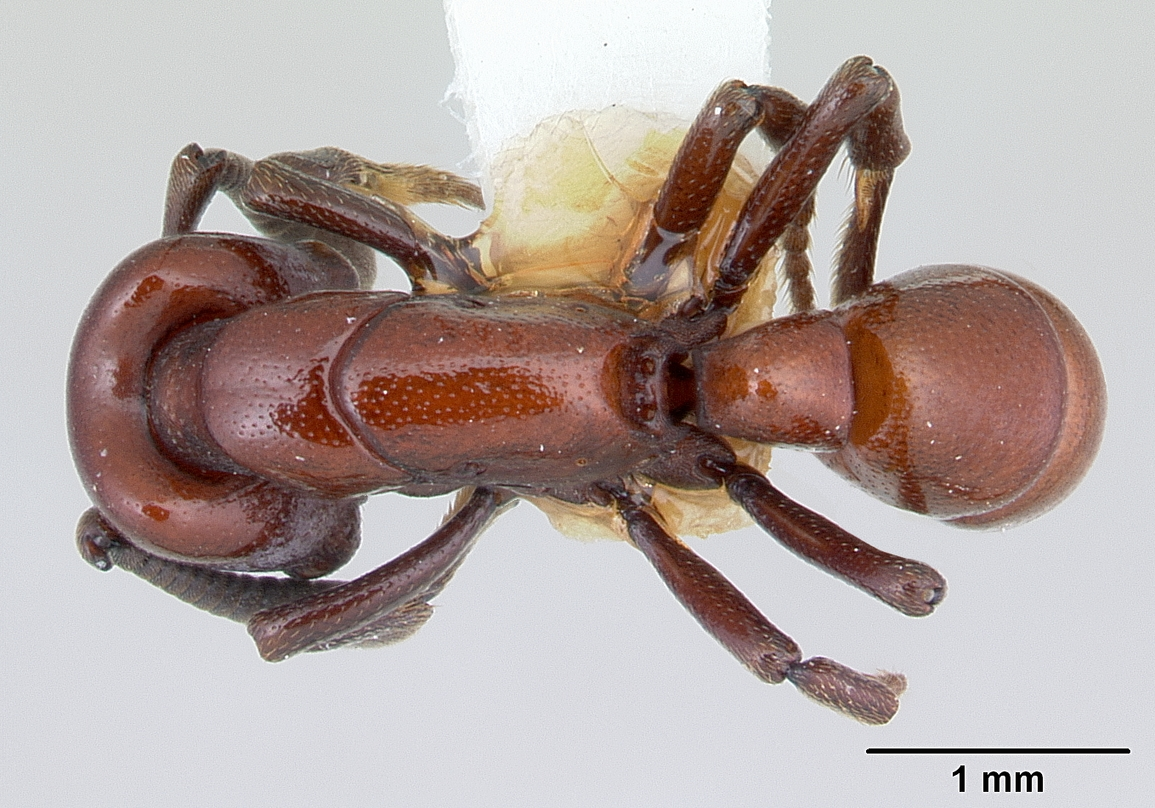